# ジョゼ・ロベルト・ダ・シウヴァ・ジュニオル
ゼ・ロベルト（Ze Roberto）こと、ジョゼ・ロベルト・ダ・シウヴァ・ジュニオル（José Roberto da Silva Júnior、1974年7月6日 - ）は、ブラジル・サンパウロ州サンパウロ出身の元サッカー選手。現役時代のポジションはミッドフィールダー。元ブラジル代表。

## クラブ経歴
1998年、レアル・マドリードからブンデスリーガバイエル・レヴァークーゼンに移籍し、2001-02シーズンの国内リーグ2位、チャンピオンズリーグ準優勝、DFBポカール準優勝の好成績に貢献した。2002年5月には同僚のミヒャエル・バラックとともに強豪バイエルン・ミュンヘンに移籍した。
2006年5月バイエルン・ミュンヘンを退団、母国ブラジルのサントスへ移籍したが、2007-08シーズンよりバイエルン・ミュンヘンに復帰した。以前、バイエルンでは中盤左サイドで起用されていたが、復帰後はセントラルハーフのレギュラーとして攻守に奮闘している。バイエルンではブンデスリーガとDFBポカールでそれぞれ4度の優勝を果たした。バイエルンは2010年までの契約延長を希望したが、ゼ・ロベルトはこれを拒否。2009年夏に契約満了でバイエルンを退団し、ハンブルガーSVと2年契約を結んだ。その後、ハンブルガーSVからは1年間の契約延長をオファーされていたものの断り、カタールのアル・ガラファSCへ移籍した。
2014年12月22日、SEパルメイラスに移籍。契約期間は1年間。パルメイラス加入後はベテランとしてチームを率いて2015年のコパ・ド・ブラジル優勝に貢献、契約を1年間延長。2016シーズンはカンピオナート・ブラジレイロ・セリエA優勝も達成し、契約をさらに1年間延長したうえで2017年11月28日の2017シーズン最終戦をもって43歳にして現役引退。
現役引退後は、パルメイラスのテクニカルアドバイザ－に就任。

## 代表経歴
ブラジル代表としては1995年8月12日に行われた韓国代表との国際親善試合でデビュー。1997年と1999年のコパ・アメリカ連覇に貢献したが、1998年にフランスで開催された1998 FIFAワールドカップでは準々決勝のデンマーク代表戦の1試合のみの出場に終わり、2002年に日本と韓国で共同開催された2002 FIFAワールドカップでは代表入りを逃した。2006年にドイツで開催された2006 FIFAワールドカップでは全5試合に出場したが準々決勝でフランス代表に敗れ、この試合が代表として最後の試合出場となった。
代表では2004年末頃からボランチで起用されることが多く、エメルソンとコンビを組み攻守の舵取り役として活躍。ロナウジーニョやロベルト・カルロスの守備の負担を軽減させカナリア軍団の攻撃陣を支えた。2007年6月、代表引退を発表。

## 人物
左サイドのドリブル突破、精度の高いクロスが魅力。シュート精度、ドリブル技術も高く、危険なスペースを埋める守備技術も高く評価されている職人肌な選手。フリーキックの精度も高い。デビュー当時は左サイドバックだったが、その後攻撃センスを活かすべく左サイドハーフ、トップ下などの攻撃的なポジションにコンバートされた。
プロ意識が高く自己管理が徹底している。人生で1度もマクドナルドへ行った事がなく、日常生活においてミネラルウォーターとグレープジュース以外の飲み物は口にしない。

## 代表歴

### 出場大会
- ブラジル代表
  - 1998 FIFAワールドカップ (準優勝)
  - 2006 FIFAワールドカップ (ベスト8)

### 試合数
- 国際Aマッチ 83試合 6得点（1995年-2006年）[6]

| ブラジル代表 | 国際Aマッチ | 国際Aマッチ |
| 年           | 出場        | 得点        |
| ------------ | ----------- | ----------- |
| 1995         | 3           | 0           |
| 1996         | 4           | 0           |
| 1997         | 11          | 1           |
| 1998         | 2           | 0           |
| 1999         | 15          | 3           |
| 2000         | 10          | 0           |
| 2001         | 1           | 0           |
| 2002         | 1           | 0           |
| 2003         | 8           | 0           |
| 2004         | 7           | 0           |
| 2005         | 14          | 1           |
| 2006         | 7           | 1           |
| 通算         | 83          | 6           |

## タイトル

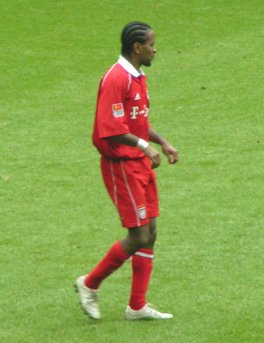
バイエルン・ミュンヘン時代

### クラブ
レアル・マドリード
- スーペルコパ・デ・エスパーニャ：1回 (1997)
- リーガ・エスパニョーラ プリメーラ・ディビシオン：1回 (1997)

バイエルン・ミュンヘン
- ブンデスリーガ：4回 (2003, 2005, 2006, 2008)
- DFBポカール：4回 (2003, 2005, 2006, 2008)
- DFBリーガポカール：2回 (2004, 2007)

### 代表
ブラジル代表
- コパ・アメリカ：2回 (1997, 1999)
- FIFAコンフェデレーションズカップ：2回 (1997, 2005)

### 個人
- ボーラ・ジ・プラッタ：1回 (2012)